# Arden (Delaware)
Arden è una città degli Stati Uniti, situata nella Contea di New Castle, nello Stato del Delaware. Secondo il censimento del 2000 la popolazione era di 474 abitanti.

## Geografia fisica
Secondo i rilevamenti dello United States Census Bureau, la città di Arden si estende su una superficie totale di 0,7 km², tutti quanti occupati da terre.

## Popolazione
Secondo il censimento del 2000, ad Arden vivevano 474 persone, ed erano presenti 122 gruppi familiari. La densità di popolazione era di 687 ab./km². Nel territorio comunale si trovavano 243 unità edificate. Per quanto riguarda la composizione etnica degli abitanti, il 95,15% era bianco, il 0,84% era afroamericano, lo 0,42% era nativo e l'1,69% proviene dall'Asia. Il restante 1,90% della popolazione appartiene ad altre razze o a più di una. La popolazione di ogni razza proveniente dall'America Latina corrisponde al 2,32% degli abitanti.
Per quanto riguarda la suddivisione della popolazione in fasce d'età, il 18,1% era al di sotto dei 18, il 3,2% fra i 18 e i 24, il 24,1% fra i 25 e i 44, il 35,9% fra i 45 e i 64, mentre infine il 18,8% era al di sopra dei 65 anni di età. L'età media della popolazione era di 46 anni. Per ogni 100 donne residenti vivevano 95,9 maschi.